# べん子内親王
㛹子内親王（べんしないしんのう、乾元元年（1302年） - 貞治元年/正平17年5月20日（1362年6月12日））は、鎌倉時代末期・南北朝時代の皇族・女院。後二条天皇の第一皇女。母は平棟俊の娘（勾当内侍）。女院号は壽成門院/寿成門院（じゅせいもんいん/じゅじょうもんいん）。法号は清浄円。

## 経歴
母は後二条天皇の後宮に出仕中に天皇の寵愛を受けて皇女（㛹子内親王）を産む。7歳の時に父天皇が没する。叔父の後醍醐天皇在位の元応2年（1320年）、父の13回忌に先立つ8月22日に内親王宣下を受け、翌日には准三宮・女院号宣下を受けて、壽成門院（寿成門院）と称する。ところが、2日後の8月25日に行われた13回忌の追善法要の際に願主であった彼女が突如、出家をしてしまったと伝えられている。その後の経歴は不詳であるが、61歳で病没。風雅和歌集に2首、新千載和歌集に1首、新拾遺和歌集に2首、和歌が採録されている。